# Salem Khamis
Salem Khamis Faraj Alem Alem (Dubai, 19 settembre 1980) è un calciatore emiratino, centrocampista dell'Al-Nasr.